# Janet Whitaker
Pour les articles homonymes, voir Whitaker.
Janet Alison Whitaker, baronne Whitaker (née le 20 février 1936) est une femme politique britannique du Parti travailliste.

## Biographie
Née Janet Alison Stewart, elle est la fille d'Alan Harrison Stewart et d'Ella Stewart (née Saunders). Elle fait ses études au Nottingham High School for Girls, au Girton College, à Cambridge au Royaume-Uni et au Bryn Mawr College et à l'Université Harvard aux États-Unis. En 1964, elle épouse Benjamin Whitaker (en) (1934-2014), avocat, auteur et militant des droits de l'homme, qui est député travailliste de Hampstead de 1966 à 1970.
Whitaker commence sa carrière dans l'édition. Elle est rédactrice en chef de la maison d'édition anglaise André Deutsch de 1961 à 1968. De 1974 à 1996, elle est au sein du Groupe du service de l'emploi. Elle est ensuite employée par le Secrétariat du Commonwealth comme consultante pour la Commission pour l'égalité raciale (1996-98). Elle est ensuite à la Commission de la télévision indépendante (ITC) à partir de 1999 et vice-présidente de 2001 à 2003. Pendant cette période, elle est consultante auprès du Comité de référence de la compagnie d'assurance Amis Prévoyance de 1999 à 1998.
En juin 1999, elle est créée pair à vie par Tony Blair en reconnaissance d'une carrière dans l'édition et dans la fonction publique avec le titre de baronne Whitaker, de Beeston dans le comté de Nottinghamshire. Elle est coprésidente du Groupe parlementaire multipartite pour les Tsiganes, les Gens du voyage et les Roms et Présidente des Amis, des familles et des Gens du voyage et du Conseil consultatif pour l'éducation des Roms et autres Gens du voyage
Whitaker rejoint la Chambre des lords le 5 août 1999. Depuis lors, elle siège à des comités tels que les affaires intérieures, les droits de l'homme et les organisations intergouvernementales . Elle est pair de liaison pour le développement international de 1999 à 2007 et vice-présidente du comité de développement international du Parti travailliste parlementaire britannique. Elle préside la Design in Public Procurement Inquiry (2009) et la Design Education Inquiry (2011).
Whitaker soutient l'humanisme à la Chambre des Lords et est mécène de Humanists UK et membre du conseil consultatif de l'Institut britannique des droits de l'homme.
Whitaker est cooptée au comité consultatif virtuel de l'Association des Nations unies - Royaume-Uni, l'autorité politique indépendante sur l'ONU au Royaume-Uni et est membre du Groupe parlementaire multipartite sur les Nations unies (UN APPG) de la Chambre des Lords.
Whitaker est magistrate de 1984 à 2001. Elle a été membre du Tribunal du travail de 1995 à 2000. De 1996 à 1999, elle siège au Conseil pour l'égalité raciale de Camden, d'abord en tant que vice-présidente, puis en tant que présidente. Elle est actuellement présidente de la South Downs Society.